# Claire Lacombe
Claire Lacombe (Pàmies, 4 de març del 1765 − ?) va ser una actriu i activista feminista francesa i revolucionària. No se sap quan va morir, però se suposa que posteriorment a l'any 1798. Es creu que podria haver mort a París el 1826.
Abans de la Revolució, era una actriu d'èxit a Marsella i a Lió. L'any 1792, va arribar a París, on va freqüentar el Club dels Cordeliers. Va obtenir una «corona cívica» per la seva participació a l'assalt de les Teuleries amb un batalló de Federats el 10 d'agost de 1792. L'hivern següent, es va apropar al grup dels Enragés, un petit grup d'agitadors conegut per defensar a la classe baixa i expressar les demandes dels radicals sans-culottes durant la Revolució francesa, i va treballar contra la desocupació i l'acumulació de riqueses, preocupacions socials que la van portar a fundar amb Pauline Léon la Societat de les Republicanes Revolucionaries al febrer de 1793.
Sabem que Lacombe era una dona molt bella, segons va dir irònicament el montagnard René-Pierre Choudieu, diputat del departament de Maine i Loira: «La senyoreta Lacombe no tenia altre mèrit que un físic força bonic. Representava en les nostres festes públiques a la deessa de la llibertat. Igual que la senyoreta Théroigne, tenia una gran influència en els grups revolucionaris. No tenia cap qualitat brillant, però la seva forma de ser era adequada per les masses».
El 12 de maig de 1793, els revolucionaris republicans van reclamar el dret de portar armes per lluitar a la Vendée. Lacombe va tenir un paper important durant els dies que anaven del 31 de maig al 2 de juny, participant en els debats i empenyent a la insurrecció. A l'agost, va reclamar que tots els nobles de l'exèrcit fossin destituïts del seu càrrec i el 5 de setembre, va exigir la depuració del govern. Com a resultat d'aquest fet, els jacobins la van atacar i la van acusar de delictes imaginaris i poc creïbles,però extremadament perillosos en aquell moment. La van acusar d'haver donat asil a uns aristòcrates, per exemple. Va ser detinguda el 16 de setembre i alliberada la mateixa nit. El 7 d'octubre de 1793, va aparèixer davant de la Convenció Nacional i va refutar els arguments dels seus adversaris, denunciant l'opressió de les dones, i va afegir: «Els nostres drets són els del poble, i si se'ns oprimeix, haurem de posar resistència a l'opressió».
Al govern no li va agradar aquella intervenció i un parell de dies més tard, Lacombe va ser involucrada en un cas que va causar el seu desprestigi. El Saló de la Dona va acusar les Republicanes Revolucionaries d'haver-les obligat a portar el Barret frigi, peça de roba que només podien els homes. Victorioses, les dones del Saló van fuetejar Lacombe. Aquest esdeveniment serveix com a pretext per al govern revolucionari, que va prohibir tots els clubs de dones, començant per les Republicanes Revolucionaries.
La caiguda dels Enragés i després dels Hebertistes (radicals seguidors de Jacques-René Hébert) la va posar en perill i es va amagar. Va ser detinguda el 2 d'abril de 1794 amb Pauline Léon i el seu espòs Jean Théophile Leclerc. Va ser alliberada el primer Fructidor any tercer (18 d'agost de 1795), un any després de Léon i Leclerc.
Claire Lacombe va marxar de París i va fer cap a Nantes, on va viure durant tres anys i va reprendre la seva carrera d'actriu, amb papers de protagonista, acabant amb tota participació política, encara que intercanviava correspondència amb els seus antics companys de la capital.
L'any 1823, una notícia de la Biographie Nouvelle des Contemporaries explicava uns rumors que li atribuïen relacions amb la policia de París sota el Directori, i explicava que «es creia que feia uns anys que era morta».
El 19 de juny de 1821 va ser ingressada a l'Hospital de la Pitié-Salpêtrière amb el diagnòstic de «dement», però allà va fer de mestra.